# Parevania broomi
Parevania broomi är en stekelart som först beskrevs av Cameron 1906.  Parevania broomi ingår i släktet Parevania och familjen hungersteklar. Inga underarter finns listade i Catalogue of Life.